# 穆斯林区
31°46′51″N 35°13′57″E / 31.78083°N 35.23250°E
穆斯林区（阿拉伯语：‎；希伯來語：‎）是耶路撒冷旧城的四个分区之一。位于旧城的东北部，面积31公顷（76英亩）穆斯林区是旧城四个分区中面积最大、人口最多的区，东到狮子门，南面沿着圣殿山的北墙，西到大马士革门—西墙一线。苦路开始于该区。

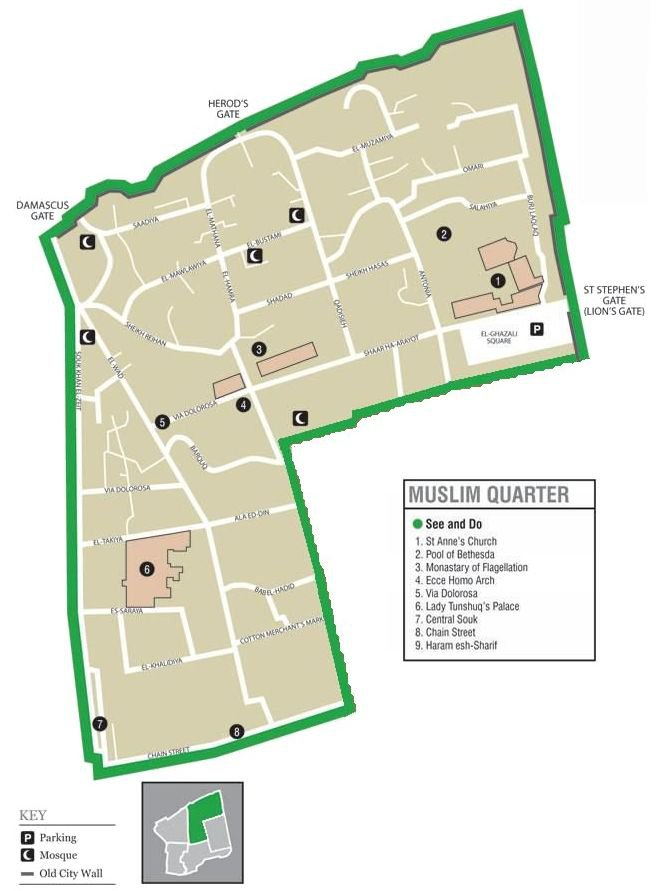
穆斯林区地图

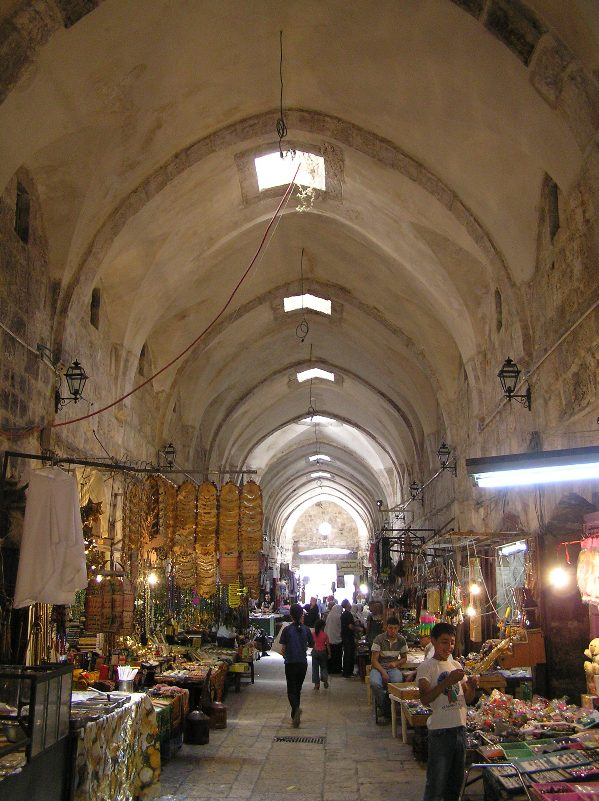
1336年重建的市场

穆斯林区的人口有22,000人。如同旧城内其他三个区一样，在1929年巴勒斯坦骚乱之前，穆斯林区原本也是犹太人、穆斯林和基督徒杂居之地。今天有60户犹太家庭居住在穆斯林区。该区内的犹太地标有小西墙（Kotel Katan），和沿着西墙地下的西墙隧道。
2005年7月27日，以色列政府批准在穆斯林区3德南土地上兴建30套犹太人住宅，距离阿克萨清真寺仅有几米远。